# 小河万以子
小河 万以子（おごう まいこ、1965年8月26日 - ）は、日本の女優・ファッションモデル。
旧芸名は小河 麻衣子。

## 来歴・人物
兵庫県出身。小学6年生の時に俳優という仕事に興味を持ち、本人曰く「『テレビに出て百恵ちゃんに会えたらいいな』くらいの気持ち」で、自ら履歴書を書いて児童劇団に応募し、中学1年生の時に入団。
1980年に長谷川和彦監督「太陽を盗んだ男」で映画初出演。
その後、相米慎二監督、森田芳光監督、降旗康男監督、大林宣彦監督、若松孝二監督など、日本を代表する映画監督の作品に出演。
特に大林宣彦監督作では『時をかける少女』 、『天国にいちばん近い島』、『麗猫伝説（ドラマ版）』、『異人たちとの夏』、『SADA〜戯作・阿部定の生涯』等、多数出演。
長身とハスキーボイスを個性に、コメディからシリアスまで幅広く活躍した。
テレビドラマでは1980年の『3年B組金八先生(第2シリーズ)』で、オーディションに選ばれ初出演。
その後『あぶない刑事』 、『北の国から '89帰郷』、『世にも奇妙な物語』等に出演するかたわら『ウッチャンナンチャンのやるならやらねば!』等、バラエティ番組にも出演している。
1998年の『SADA〜戯作・阿部定の生涯』以降は芸能活動を一時休止していたが、2022年より活動を再開。

## 出演作品

### 映画
- 太陽を盗んだ男 （1979年）
- 翔んだカップル （1980年）
- 時をかける少女 （1983年）
- 天国にいちばん近い島（1984年）- 山本福子 役
- そろばんずく（1986年）
- バカヤロー! 私、怒ってます 第二話「遠くてフラれるなんて」（1988年）- 白石たま子 役
- 異人たちとの夏 （1988年）
- 悲しい色やねん（1988年）
- キスより簡単 （1989年）- とおこ 役
- バカヤロー!2 「幸せになりたい。」 第二話「こわいお客様がイヤだ」（1989年）- 間宮恵子 役
- あ・うん （1989年）
- マリアの胃袋（1990年）- 藤崎悦子 役
- 飛ぶ夢をしばらく見ない（1990年）- 看護婦 役
- あさってDANCE（1991年）
- 遊びの時間は終らない（1991年）- 桜田真知子 役
- 赤と黒の熱情（1992年）- 岡安りさ子 役
- 夢の女（1993年）
- SADA〜戯作・阿部定の生涯（1998年）- 都楼の女中 役

### テレビドラマ
- 3年B組金八先生 第2シリーズ（1980年 - 1981年、TBS）- 森下美保子 役
- 麗猫伝説（1983年、日本テレビ『火曜サスペンス劇場』）
- あぶない刑事 第51話「悪夢」（1987年、日本テレビ）- デパート店員 役
- もっとあぶない刑事 第13話「代償」（1989年、日本テレビ）- 看護婦 役
- こっちこい!UFO（1989年、TBS）- 今村加代子 役
- 季節はずれの海岸物語 砂浜のDESTINY（1989年、フジテレビ）- 洋子 役
- 北の国から '89帰郷（1989年、フジテレビ）
- 直木賞作家サスペンス「ブルースはお好き」（1989年、関西テレビ）
- 愛し方がわからない（1989年、TBS）
- 世にも奇妙な物語
  - 「忘れられたメス」（1991年、フジテレビ）
  - 「青い鳥」（1992年、フジテレビ）
- 悪女（1992年、日本テレビ）- 室瀬 役
- 大人のキス（1994年、日本テレビ）